# 王宏伟 (1969年)
王宏伟（1969年3月—），河南安阳人，电影演员。他和中国导演贾樟柯是在北京电影学院的同学。他参加了绝大多数贾樟柯编导的影片。

## 电影作品
- 《小武》（1997年）：饰演男主角小武
- 《站台》（2000年）：饰演男主角崔明亮
- 《任逍遥》（2002年）：客串发迹的小偷小武
- 《世界》（2004年）：客串成太生的老乡
- 《三峡好人》（2006年）：客串沈红丈夫的朋友
- 《鸡犬不宁》（2006年）：饰演绰号“F4”的骗子、小偷
- 《河上的爱情》（2008年）：饰演主角之一
- 《天注定》（2013年）：饰演殴打小玉的有钱干部

## 短片
- 《小山回家》（1995年）：饰演男主角小山